# Hesperandra humboldti
Hesperandra humboldti là một loài bọ cánh cứng trong họ Cerambycidae.